# Crulai
Crulai ist eine französische Gemeinde mit 803 Einwohnern (Stand: 1. Januar 2022) im Département Orne in der Region Normandie. Sie gehört zum Arrondissement Mortagne-au-Perche und zum Kanton Tourouvre au Perche. Die Einwohner werden Crulaisiens genannt.

## Geographie
Die Gemeinde Crulai liegt am Fluss Iton am Nordwestrand des Hügellandes Perche, sieben Kilometer südlich von L’Aigle. Umgeben wird Crulai von den Nachbargemeinden Saint-Ouen-sur-Iton im Norden, Vitrai-sous-Laigle im Nordosten und Osten, Irai im Osten und Süden, Les Aspres im Süden und Westen sowie La Chapelle-Viel im Westen und Nordwesten.

## Bevölkerungsentwicklung
| Jahr                       | 1962 | 1968 | 1975 | 1982 | 1990 | 1999 | 2006 | 2012 | 2021 |
| -------------------------- | ---- | ---- | ---- | ---- | ---- | ---- | ---- | ---- | ---- |
| Einwohner                  | 655  | 572  | 648  | 705  | 720  | 783  | 914  | 944  | 818  |
| Quellen: Cassini und INSEE |      |      |      |      |      |      |      |      |      |

## Sehenswürdigkeiten
- Kirche Saint-Martin, 1868 bis 1870 erbaut, Glockenturm von 1890
- Gutshof La Cornillière aus dem 19. Jahrhundert, Monument historique
- Schloss und Dolmen Le Bois de la Pierre

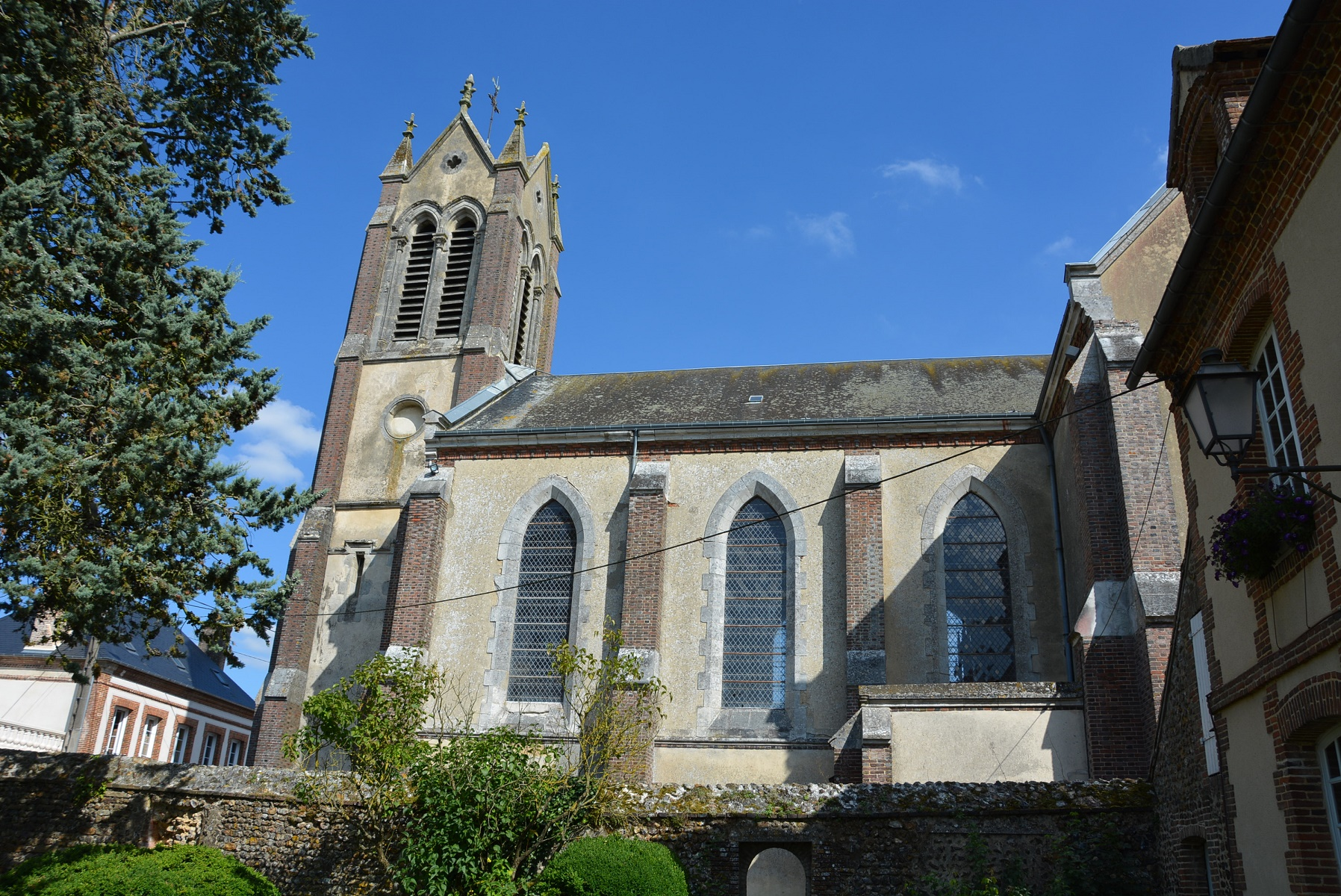
Kirche Saint-Martin
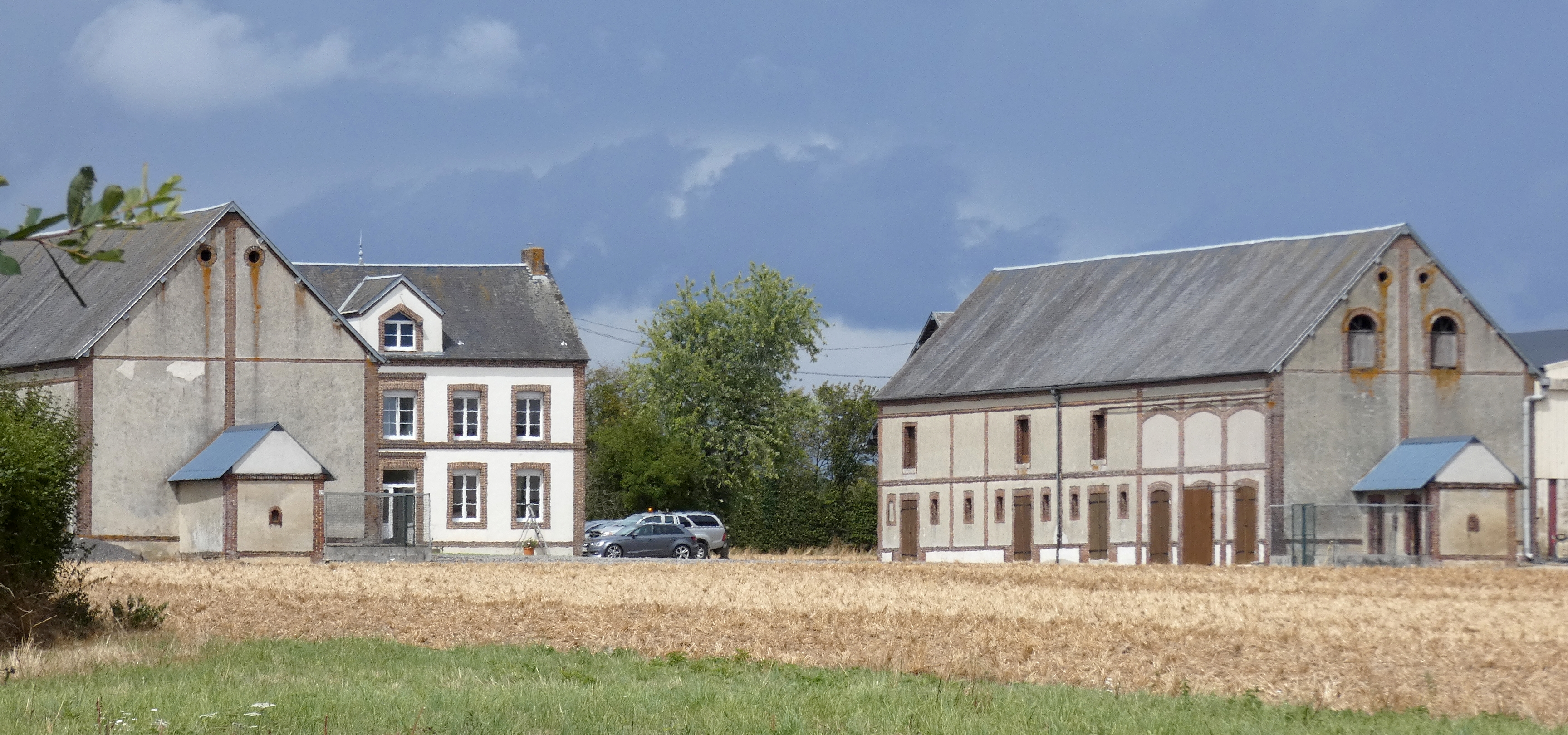
Gutshof La Cornillière